# الحجلة (ذي ناعم)

تعديل مصدري - تعديل

الحجلة هي إحدى قرى عزلة المنقطع بمديرية ذي ناعم التابعة لمحافظة البيضاء، بلغ تعداد سكانها 504 نسمة حسب تعداد اليمن لعام 2004.